# Héber Lopes

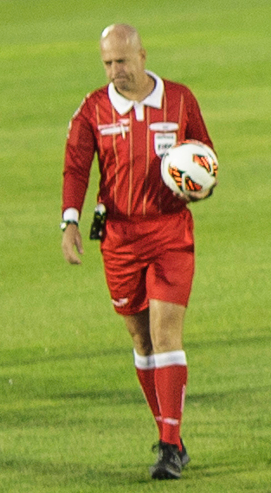
Heber Lopes.

Héber Roberto Lopes (Londrina, 13 de julio de 1972) es un árbitro de fútbol brasileño, y árbitro internacional FIFA desde 2002 hasta 2020. Dirige por la Federación Catarinense de Fútbol (en portugués, Federação Catarinense de Futebol; FCF).
Era árbitro de la Federación Paranaense de Fútbol (en portugués, Federação Paranaense de Futebol; FPF) hasta noviembre de 2012, pero fue transferido a la Federación Catarinense de Fútbol, ya que alegaba falta de apoyo e incentivo.
Comenzó su carrera en 1995 como árbitro profesional, y empezó a dirigir partidos en Brasil desde 1997. Es árbitro habitual de la Copa Libertadores y la Copa Sudamericana. También fue árbitro en la Copa Mundial de Fútbol Sub-17 de 2003 donde fue el encargado de pitar el partido inaugural ente Finlandia y China, la cual ganaron los locales nórdicos por 2-1. También arbitró los partidos entre Australia-Nigeria, y el Estados Unidos-España.
Fue convocado para la Copa América Centenario, siendo el encargado de pitar en la final entre Argentina y Chile. El partido por la final terminó en un empate a cero, dirimiéndose en tanda a penales. Finalmente, daría como campeón a Chile de la Copa América Centenario, derrotando por 4 penales a 2 a Argentina.